# Le Sauvage (pièce de théâtre)
Pour les articles homonymes, voir Le Sauvage.
Le Sauvage (Леший, Lechiy) est une pièce de théâtre d'Anton Tchekhov, comédie en quatre actes écrite en 1889 et créée le 27 décembre 1889 au Théâtre Abramov. La pièce est retirée après quelques représentations. Tchekhov s'inspire de ses séjours de 1888 et 1889  à Louka chez les Lintvariov.
La pièce a d'abord été refusée aux théâtre Alexandra de Saint-Pétersbourg et au théâtre Maly de Moscou. 
Les personnages de la pièce réapparaitront dans Oncle Vania.
Variantes du titre de la pièce selon les traductions : L'Homme des bois, Le Génie des forêts ou Le Sylvain.

## Personnages
- Alexandre Vladimirovitch Sérébriakov, professeur à la retraite
- Éléna Andréïevna, son épouse, 27 ans
- Sonia, 20 ans, fille du professeur d'un premier mariage
- Maria Vassilievna Voïnitskaïa, veuve d'un conseiller secret, mère de la première épouse du professeur
- Egor Petrovitch Voïnitski, son fils, dit « oncle Georges »
- Léonid Stépanovitch Jeltoukhine, homme très fortuné
- Ioulia Stépanovna, sa sœur, 18 ans
- Ivan Ivanovitch Orlovski, propriétaire terrien,
- Fiodor Ivanovitch, son fils
- Mikhaïl Lvovitch Khrouchtchov, propriétaire terrien terminant ses études à la faculté de médecine
- Ilia Ilitch Diadine
- Vassili, domestique de Jeltoukhine
- Semion, meunier

## Thèmes
Un des thèmes dominants dans Le Sauvage est que la destruction de l'environnement et de la vie des gens sont très intimement liées.
L'on retrouve également les thèmes de l'ennui, des excès de l’alcoolisme, le besoin d'être aimé pour aimer.

## Histoire
La pièce est à l'origine une collaboration entre Tchekhov et Alexeï Souvorine. Elle est donc remplie de détails biographiques rassemblés durant leur séjour d'été, ensemble, en 1888. Cette tragi-comédie est à rapprocher des histoires déjà écrites ou en cours d'écriture avec pour arrière plan le voyage de Tchekhov à Kharkov et Taganrog en 1887.

### Le sauvageen France
- 2019, Olivier Bruaux, Théâtre du Nord-Ouest, dans le cadre de l'intégrale Tchekhov sous le titre plus juste de Le Génie des bois[4],[5].
- 2006, Roger Planchon, théâtre Gérard-Philipe, Saint-Denis